# 앨빈 브라운
앨빈 브라운(Alvin Brown, 1963년 12월 15일 ~ )은 미국의 정치인이자, 2011년부터 2015년까지 아프리카계 미국인 최초로 잭슨빌의 시장을 맡아 왔다.
사우스캐롤라이나주 뷰퍼트에서 태어나, 18세에 잭슨빌로 이주하였다.
에드워드 워터스 칼리지와 잭슨빌 대학교에서 수학하여 경영학 석사와 학사를 취득하였다. 주택도시개발부 감독 앤드루 쿠오모, 빌 클린턴 대통령과 앨 고어 부통령의 조언자를 지냈다.
2011년 잭슨빌 시장 선거 운동에 들어갔다. 3월의 예비 선거에서 패배자로 넓게 숙고되었던 브라운은 6명의 경쟁에서 2위로 오며 결승 선거에서 공화당의 마이크 호건을 향하였다.
5월 17일 브라운은 1,648의 지지를 얻어 호건을 좁은 차이로 꺾고 잭슨빌의 첫 흑인 시장이 되었다. 7월 1일 존 페이턴의 뒤를 이어 시장에 취임하였다.